# Supraphon
Supraphon – czeska wytwórnia płytowa z siedzibą w Pradze.
Firma powstała na terenie Czechosłowacji w 1932 roku, nazwę biorąc od ówczesnego określenia gramofonu. Obecnie w jej archiwach znajduje się ponad 100 tysięcy nagrań z gatunków: muzyki popularnej, klasycznej, ludowej oraz jazzu. Jest członkiem International Federation of the Phonographic Industry.